# Scarsdale (Nueva York)
Scarsdale es un pueblo y villa ubicada en el condado de Westchester en el estado estadounidense de Nueva York. En el año 2000 tenía una población de 17 886 habitantes y una densidad poblacional de 1,036.9 personas por km².

## Geografía
Scarsdale se encuentra ubicado en las coordenadas 40°59′32″N 73°47′13″O / 40.99222, -73.78694. Según la Oficina del Censo, la ciudad tiene un área total de 17,2 km² (6,6 mi²), de la cual 17,2 km² (6,6 mi²) es tierra y 0 km² (0 mi²) (0%) es agua.

## Demografía
Según la Oficina del Censo en 2000 los ingresos medios por hogar en la localidad eran de $182,792, y los ingresos medios por familia eran $200,001. Los hombres tenían unos ingresos medios de $100,000 frente a los $62,319 para las mujeres. La renta per cápita para la localidad era de $89,907. Alrededor del 2.8% de la población estaban por debajo del umbral de pobreza.

## Educación
El Distrito Escolar de Unión-Libre de Scarsdale gestiona las escuelas públicas de Scarsdale.